# Seznam fobií
Fobie je úzkostná porucha charakterizovaná chorobným strachem z určitých věcí, situací či jevů, ať skutečných, nebo neexistujících (většinou se uvádí, že fobie je strach, tato „definice“ však není zcela přesná). Opakem fobie je takzvaná filie, tedy psychická porucha charakterizovaná posedlostí určitými věcmi, situacemi či jevy.
Některé fobie jsou spíše než strachem formou diskriminace, či odporu (xenofobie, homofobie).
Fobií existuje velké množství. Některé jsou tak zvláštní a ojedinělé, že ani nemají speciální název.[zdroj?] Tento seznam obsahuje jen fobie, které tento název mají, celkem jich je přes 300.[zdroj?]

## A
- ablutofobie – strach z prádla nebo koupání[1]
- acerofobie – strach z kyselosti[2]
- aerofobie – strach z létání (též aviofobie)[3]
- afefobie – též zvána agerofobie, haptefobie či hafefobie, strach z dotyků[4][5]
- agorafobie – strach z otevřených prostranství[6]
- agrizoofobie – strach z divokých zvířat[7]
- agyiofobie – strach z přecházení přes silnici[8]
- achluofobie – strach z temnoty[9]
- aichmofobie – strach ze špičatých předmětů[10]
- akribofobie – strach pisatele, že napsal něco nesprávně či nevhodně[9]
- akrofobie – též zvána acrofobie, strach z výšky nebo hloubky[11]
- akustikofobie – strach z hluku[12]
- akustofobie – strach z mraků[13]
- alektorofobie – forma zoofobie, strach ze slepic[12]
- algofobie – strach z bolesti vlastní i cizí[11]
- amatofobie – strach z prachu[14]
- amaxofobie – strach z dopravních prostředků a především z jízdy v nich[15]
- ambulofobie – strach z chůze[16]
- amychofobie – strach z drápů, spárů a poškrábání[13]
- antropofobie – strach z lidí[9]
- apifobie – forma zoofobie, strach ze včel[17]
- arachibutyrofobie – strach z toho, že se na horní patro úst přilepí arašídové máslo, případně něco z arašídového másla[18]
- arachnofobie – forma zoofobie, strach z pavouků
- astrofobie – strach z přírodních úkazů, např. z bouřek[9]
- autofobie – strach z osamění nebo ze sebe sama
- automatonofobie – strach z něčeho, co falešně představuje živou bytost, např. z loutek a figurín
- aviofobie – strach z létání[11][19]

## B
- bacilofobie – strach z bacilů, mikrobů či nákazy[20]
- bakteriofobie – strach z bakterií či nákazy[9]
- basifobie – též zvána basofobie, strach z chůze, neschopnost stát – obava z upadnutí
- batmofobie – strach ze schodů a schodišť[13]
- belonefobie – strach z jehly[9]
- brontofobie – též zvaná brontegmofobie, strach z hromu[9]

## C
- cacofobie – viz kakofobie, strach z šerednosti[9]
- cibofobie – strach z jídla
- coulrofobie – strach z klaunů[9]

## D
- daemonofobie – též zvaná demonofobie, strach z démonů, duchů či strašidel[9]
- decemetsptemfobie – strach z čísla 17
- decidofobie – strach z rozhodování
- defekalgesiofobie – strach z bolestivých stolic a bolesti střev[13]
- demofobie – strach z lidí
- dendrofobie – strach ze stromů[20]
- dentofobie – též zvána odontofobie, strach ze zubařů a stomatologických zákroků[11]
- domatofobie – strach z přebývání v domech[13]
- dysmorfofobie – strach z deformace či vlastní ošklivosti[9]
- dysponderomorfofobie – strach z tělesné deformity způsobené obezitou

## E
- efebifobie – též zvána ephebifobie, strach z teenagerů[21]
- ekvinofobie – též zvaná equinofobie nebo hipofobie, forma zoofobie, strach z koní[7]
- elektrofobie – strach z elektřiny a elektrických spotřebičů[12][20]
- emetofobie – strach ze zvracení[11][22]
- entomofobie – forma zoofobie, strach z hmyzu[9][17]
- ergofobie – strach z jednání, konání, práce[8][20]
- ereutofobie – také zvaná erytrofobie, strach ze zčervenání[9]
- erotofobie – strach ze sexu nebo sexuálních témat

## F
- fagofobie – též zvána phagofobie, strach z polykání
- farmakofobie – strach z léků[9]
- febrifobie – strach z horečky (častý u hypochondrie)[13]
- filofobie – strach ze zamilování se
- fobofobie – strach z vlastního strachu[8]
- fonofobie – strach z mluvení při koktavosti, případně obecně z vlastního hlasu
- forisofobie – strach z věcí za jistou hranicí (např. plotem nebo státní hranicí), někdy i celkově strach z cizích věcí (může být formou xenofobie)
- fotofobie – strach ze světla[9]
- fungofobie – strach z hub[9]

## G
- galeofobie – forma zoofobie, strach ze žraloků[23]
- gamofobie – strach ze sňatku, z manželství[8][12]
- gaumafobie – strach z různých chutí
- gefyrofobie – strach z mostů
- gelotofobie – strach z výsměchu
- genofobie – strach ze sexu[9][11]
- geraskofobie – strach ze stárnutí[11][24]
- gerontofobie – strach z důchodců[21]
- geumafobie – strach z různých chutí[13]
- gymnofobie – strach z nahoty
- gynofobie – strach mužů z žen

## H
- hadefobie – strach z pekla[13]
- hamartofobie – strach z omylů[9]
- hedofobie – strach z radostí[8]
- heliofobie – strach ze slunečního světla[12][20]
- hematofobie – strach z krve[20]
- herpetofobie – strach z plazů[12][17][20]
- hexafobie – strach z čísla 6
- hexakosioihexekontahexafobie – strach z čísla 666 (údajné číslo Satana)[9]
- hoplofobie – strach ze zbraní, zejména střelných zbraní[11]
- hydrofobie – strach z vody či koupání[9]
- hypnofobie – strach ze spánku

## Ch
- chiraptofobie – strach z cizích doteků[13]
- chiroptofobie – forma zoofobie, strach z netopýrů[17]
- chorofobie – strach z tance[11]
- chromofobie – strach z barvy,[20] nejedná se však o oficiální diagnózu[25]

## I
- ictofobie – strach z mozkové mrtvice[9]
- ichtyofobie – forma zoofobie, strach z ryb[12][17]
- iofobie – strach z otravy jedem[9]
- isopterofobie – strach z termitů a dřevokazného hmyzu[13]

## K
- kairofobie – strach ze zmeškání správné příležitosti[9]
- kakofobie – strach z ošklivosti
- karcinofobie – též zvána kancerofobie, strach před rakovinou
- katotrofobie – strach ze zrcadel či jejich rozbití[13]
- keraunofobie – forma astrofobie, strach z bouřek a blesků[8]
- klaustrofobie – strach z uzavřených prostor[8]
- kleptofobie – strach z okradení či kradení[9]
- kyberfobie – též zvaná kyberofobie nebo cyberofobie, strach z počítačů[13]
- kyesofobie – strach z těhotenství[26]
- kynofobie – též zvaná canisfobie, forma zoofobie, strach ze psů[7][9]

## L
- lalofobie – též zvaná laliofobie, strach z hovoru[9]
- levofobie – též zvaná sinistrofobie, strach z věcí nalézajících se na levé straně těla[13]
- logofobie – strach z vlastního mluveného projevu, často provázena koktavostí (spíše u dospělých než u dětí)[13]
- lupinofobie – forma zoofobie, strach z vlků[7]
- lutrafobie – forma zoofobie, strach z vyder[7][9]

## M
- macrofobie – strach z dlouhého čekání[9][zdroj?]
- mageirokofobie – strach z vaření
- maieusiofobie – strach z porodu[26]
- maniofobie – strach ze zbláznění se
- marofobie – strach z dlouhého čekání[zdroj?]
- mastigofobie – strach z trestání, bití[13]
- megalofobie – strach z velkých věcí[9]
- monofobie – strach z osamění
- monopatofobie – strach z určité choroby[13]
- musofobie – forma zoofobie, strach z myší[12]
- myrmekofobie – forma zoofobie, strach z mravenců
- mysofobie – též zvána myzofobie, strach ze špíny, nákazy, znečištění[20]

## N
- nekrofobie – strach z mrtvol[11]
- nelofobie – strach ze skla[9]
- neofobie – strach z nových či neznámých věcí
- nomofobie – strach ze ztráty či odcizení mobilního telefonu nebo strach ze ztráty mobilního signálu (strach z nedostupnosti, ztráty kontaktů s jinými osobami, atd.)
- nosofobie – strach z nemocí a jejich následků
- nostofobie – strach z návratu domů
- novercafobie – strach z nevlastní matky[13]
- nucleomitufobie – strach z nukleárních zbraní[9]
- numerofobie – strach z čísel
- nyktofobie – strach ze tmy a nocí, vyskytuje se zejména u neurotických dětí

## O
- obesofobie – též zvána pocrescofobie, strach z tloustnutí[9]
- odontofobie – strach ze zubařů
- oenofobie – strach z vína[13]
- ofidiofobie – forma zoofobie, strach z hadů[17][27]
- ornitofobie – strach z ptáků jakéhokoliv druhu[9]

## P
- pagofobie – strach ze sněhu a mrazu[12]
- pantofobie – též zvána panofobie, strach ze všeho[8]
- parurezofobie – též zvaná paruréza, strach z močení před lidmi
- patofobie – strach z nemoci, choroby[9]
- patriofobie – strach z dědičnosti[13]
- pedofobie – strach z dětí[12][21]
- plutofobie – strach z bohatství nebo bohatých lidí
- pnigofobie – strach z udušení[13]
- potamofobie – strach z tekoucí vody[20]
- pseudofobie – strach ze lži, popř. přistižení při lži[20]
- pyrofobie – strach z ohně[9][11]

## R
- rabdofobie – strach z kouzelnické hůlky[13]
- radiofobie – strach z radioaktivity a rentgenových paprsků[11]
- rektofobie – strach z onemocnění konečníku[9]

## S
- satanofobie – strach ze Satana[13]
- siderodromofobie – strach z vlaků a ze železnic[9]
- skopofobie – strach z pohledů druhých
- skotofobie – strach z temnoty[9]
- sociofobie – strach z určitého sociálního, mezilidského kontaktu (konzumace, pití, psaní, mluvení, čtení před ostatními atd.) pramenící z vědomých či nevědomých negativních očekávání vlastního selhání v této osobní rovině, je též nazývána „sociální fobie“
- spektrofobie – strach ze zrcadel

## T
- tafefobie – strach z možnosti být pohřben zaživa
- tanatofobie – též zvána thanatofobie, strach ze smrti[20]
- technofobie – strach z přístrojů
- teofobie – forma zeusofobie, strach z božího trestu a hněvu[9]
- tetrafobie – strach z čísla 4[11]
- tokofobie – strach z porodu[11][26]
- traumatofobie – strach z úrazu[11]
- trichofobie – strach z vlasů a chlupů (např. v pokrmech)
- triskaidekafobie – strach z čísla 13 (údajně nešťastné číslo)
- tuberkulofobie – strach z tuberkulózy[13]
- trypanofobie – strach z injekčních stříkaček a jehel
- trypofobie – strach z děravých struktur (semínka lotosu)

## U
- uranofobie – strach z nebe[9]

## V
- venustrafobie – strach z krásných žen, název podle bohyně Venuše[13][18]
- virginitifobie – strach ze znásilnění[9]

## W
- wiccafobie – strach z čarodějnic a kouzelnictví[13]

## X
- xanthofobie – strach ze žluté barvy[9]
- xenofobie – strach či odpor k cizincům, někdy až strach ze všeho cizího[11]

## Z
- zelofobie – strach z žárlivosti[9]
- zeusofobie – strach z Boha nebo božstev[9][13]
- zoofobie – strach z určitých nebo veškerých zvířat[12][20]